# 尼古拉斯·雷
尼古拉斯·雷（英語：Nicholas Ray，1911年8月7日—1979年6月16日）是一位美國知名電影導演，擅長於史詩電影與黑色幽默電影。

## 主要電影作品
- 《太平洋航空作戰》(Flying Leathernecks) (1951年)、（主演：約翰·韋恩、勞勃·雷恩。）
- 《琴俠恩仇記》(Johnny Guitar) (1954年)
- 《阿飛正傳》(Rebel Without a Cause) (1955年)、（主演：詹姆士·狄恩。）
- 《狂夫淑婦》(Bigger Than Life) (1955年)、（主演：詹姆斯·梅遜。）
- 《沙漠大血戰》(Bitter Victory) (1957年)、（主演：理查·波頓、克里斯托弗·李。）
- 《派對女郎》(Party Girl) (1958年)
- 《雪海冰上人(The Savage Innocents) (1960年)
- 《萬王之王》(King of Kings) (1961年)
- 《北京五十五日》(55 Days at Peking) (1963年)、（主演：大衛·尼文、卻爾敦.赫希頓。）

## 外部連結
- Nicholas Ray在互联网电影资料库（IMDb）上的資料（英文）